# ヘッドリィ・グランジ
ヘッドリィ・グランジ(Headley Grange)はイギリス、ハンプシャー州ヘッドリィ村にある建築物。1795年、近隣教区の救貧院として建てられた。19世紀後半から個人所有の邸宅となり、数度持ち主を変えた。
1961年から空き家となり、旅行者や学生のための宿泊施設として利用された。また、この時期いくつかのポップグループが休暇場所またはレコーディングスタジオとして使用した。中でもレッド・ツェッペリンがここに合宿してレコーディングを行なったことで有名である。
現在は再び個人邸宅として使用されている。

## レッド・ツェッペリンのレコーディング
1970年、レッド・ツェッペリンは『レッド・ツェッペリン III』の制作途中から、より自由なレコーディング環境を求めてヘッドリィ・グランジに移動し、当地でローリング・ストーンズの車載スタジオを用いて録音を行なった。以後、1971年に『レッド・ツェッペリン IV』のセッション、1974年には『フィジカル・グラフィティ』のセッションをここで行なっている。
『レッド・ツェッペリン IV』収録の「レヴィー・ブレイク」で聴かれるドラムスのサウンドは、ヘッドリィ・グランジの高い吹き抜けのある玄関ホールにドラムスを設置し、少し離れた階段に置いた一対のステレオマイクで収録されたものである。